# Lipót-kapu (Vyšehrad)

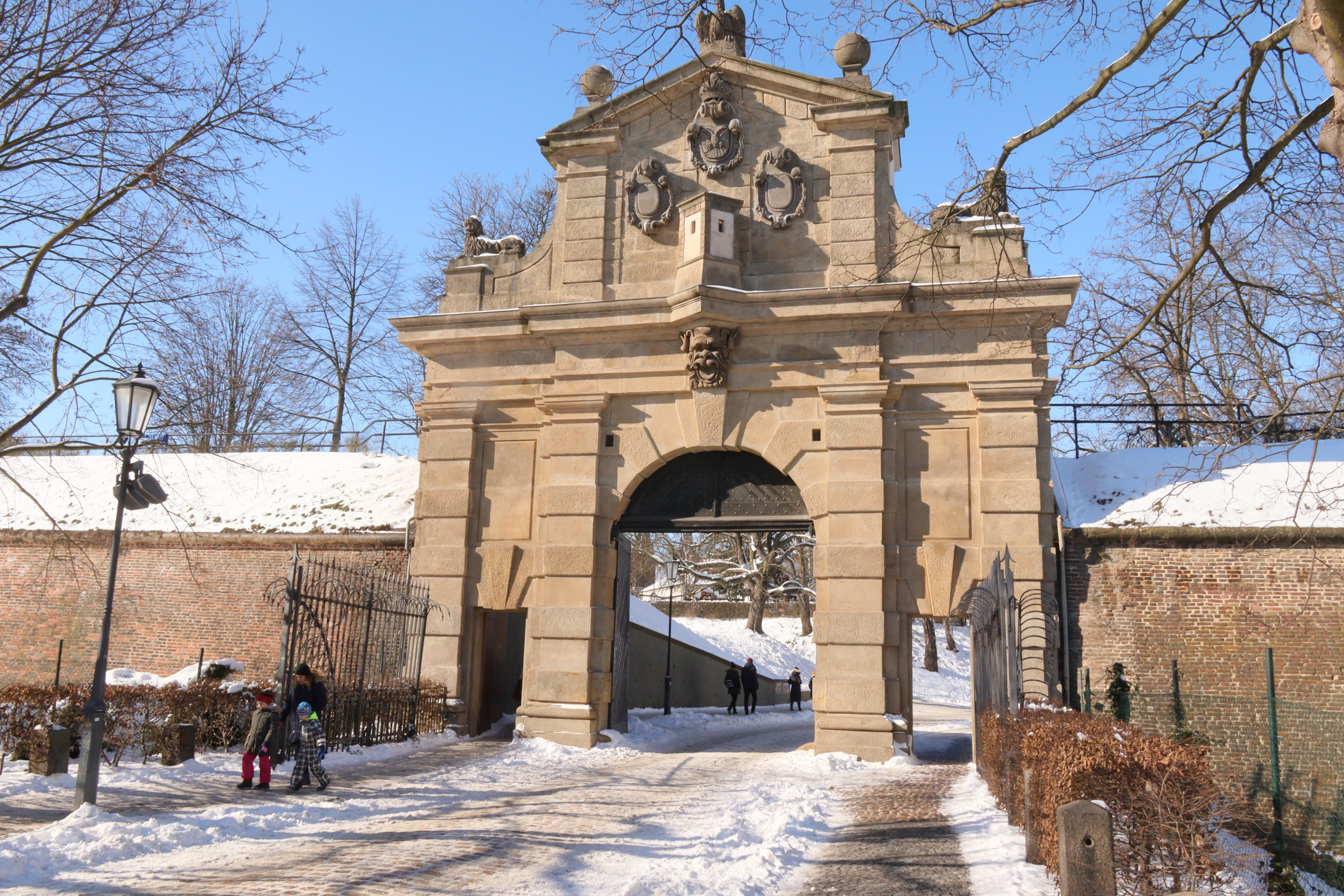

A típusos barokk stílusú Lipót-kapu (Leopoldova brána) a vyšehradi park (a hajdani yšehradi vár) egyik kapuja, amely Prága Pankrác negyede felé nyílik.

## Története
A vyšehradi várnegyed 1654-ben kezdett, katonai célú átalakításának részeként épült 1653 és 1662 között, egyes források szerint 1660-ban Carlo Lurago tervei alapján. A Tábor-kapuhoz hasonlóan az egykori külső várba nyílt.

## Az építmény
Homlokzatának pilléreit és címereit Giovanni Albia faragta.